# 라이언 니커디머스

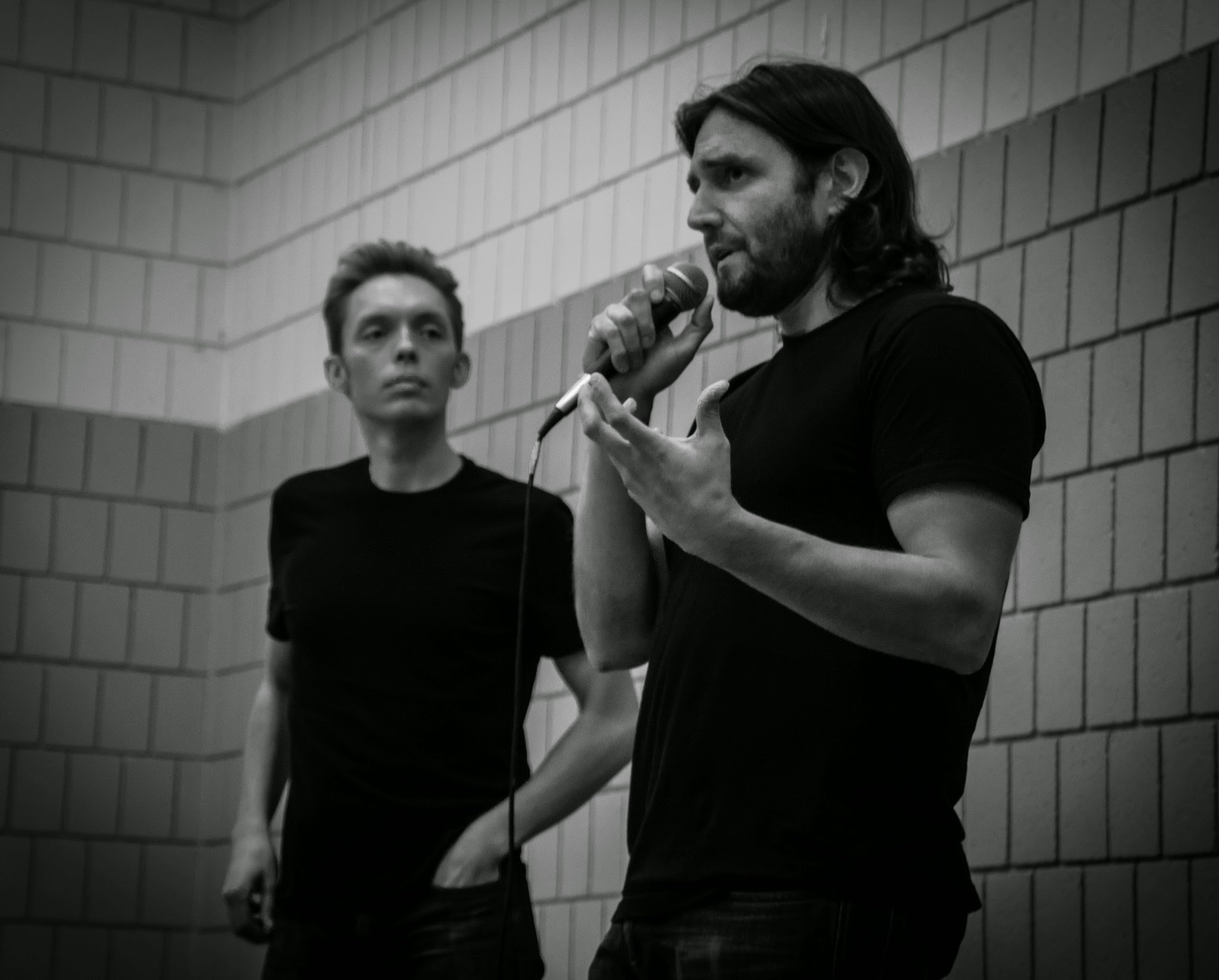
The Minimalists

라이언 니커디머스(Ryan Nicodemus, 1981년 ~ )는 미국의 작가, 팟캐스터, 다큐멘터리 제작자이며, 조슈아 필즈 밀번과 함께 미니멀리즘 운동을 대중적으로 확산시킨 미디어 프로젝트인 ‘The Minimalists’의 공동 설립자이다. 테네시주 녹스빌에서 태어나 어린 시절 뉴욕주 북부와 오하이오주 데이턴 지역 등지에서 성장하였다. 성장 과정에서 부모의 이혼, 가정의 종교적 영향(여호와의 증인 배경), 알코올 및 약물 문제 등으로 인해 불안정한 환경을 경험하였다.
인디애나 웨슬리언 대학교(Indiana Wesleyan University)에서 경영학 학사 학위를 취득한 후, 오하이오 지역의 통신 기업에서 약 8년간 근무하며 고소득 영업직과 중간관리자로서의 경력을 쌓았다. 이 시기 그는 매출 목표 달성, 팀 운영, 마케팅 전략 기획 등의 업무를 수행하였다. 2009년경 개인적 위기와 직업적 회의감을 겪으며 삶의 방식에 변화의 필요성을 인식하게 되었고, 동료이자 친구인 조슈아 필즈 밀번이 먼저 시작한 미니멀리즘 실천에 동참하였다.
2010년 밀번과 함께 블로그 ‘TheMinimalists.com’을 개설하고, 자신들의 경험을 기반으로 한 미니멀리즘 실천과 철학을 기록하고 공유하기 시작하였다. 2011년 첫 공동 저서 『Minimalism: Live a Meaningful Life』를 자비 출간하고 북미 33개 도시에서 북 투어를 진행하였다. 이후 2012년 장편 소설 『As a Decade Fades』, 2014년 자서전 『Everything That Remains』, 2015년 에세이 모음집 『Essential』, 2021년 관계 중심 저서 『Love People, Use Things: Because the Opposite Never Works』를 공동 집필하였다.
2015년부터 ‘The Minimalists Podcast’를 공동 진행하고 있으며, 소비, 인간관계, 목적 있는 삶, 기술, 정신건강 등 다양한 주제를 다루고 있다. 2016년에는 다큐멘터리 영화 『Minimalism: A Documentary About the Important Things』를 공동 제작하였으며, 넷플릭스를 통해 방영되었다. 2021년 두 번째 다큐멘터리인 『The Minimalists: Less Is Now』 역시 넷플릭스를 통해 공개되었으며 데이타임 에미상 후보에 올랐다.
같은 해 플로리다주 세인트피터즈버그에 위치한 커피숍 ‘Bandit Coffee Co.’를 공동 설립하였다. 2012년에는 몬태나주 필립스버그로 이주하여 독립 출판사 ‘Asymmetrical Press’를 밀번과 함께 설립하고 출판 및 창작 활동을 병행하였다. 이후 로스앤젤레스로 거주지를 옮겼고, 현재는 몬태나주 미주라에 거주 중이다.
그의 활동은 뉴욕타임즈, 타임, GQ, 워싱턴포스트, 뉴요커 등 주요 언론 매체를 통해 보도된 바 있으며, The Minimalists는 하버드대학교, 구글, 애플, TEDx 등에서 강연 활동을 진행하였다. 그의 주요 활동 분야는 미니멀리즘 철학에 기반한 콘텐츠 제작, 저술, 강연, 자선 및 교육 프로젝트 운영 등으로 구성된다.